# V339 Большого Пса
V339 Большого Пса (лат. V339 Canis Majoris) — одиночная переменная звезда в созвездии Большого Пса на расстоянии (вычисленном из значения параллакса) приблизительно 10410 световых лет (около 3192 парсеков) от Солнца. Видимая звёздная величина звезды — от +11,9m до +11,3m.

## Характеристики
V339 Большого Пса — красная углеродная пульсирующая полуправильная переменная звезда типа SRB (SRB) спектрального класса C5,4: или C.